# 오니시 고지
오니시 고지(일본어: 大西 孝治, 1988년 6월 6일 ~ )는 일본의 전 축구 선수이다.

## 구단 경력
과거 도쿠시마 보르티스, 카마타마레 사누키에서 활동하였다.